# Famille multigénique
Une famille multigénique est un ensemble de gènes, au sein d'un même génome, qui présentent des homologies de séquences (on ne peut déterminer un pourcentage de ressemblance à partir duquel les gènes seront considérés comme homologues, contrairement aux protéines homologues qui doivent présenter au moins 20 % de similitude) issues d'un gène ancestral ayant subi une duplication, mutation et transposition (→ les protéines codées par ces gènes ont les mêmes fonctions, ex : opsines bleues, vertes, rouges). Ainsi les protéines produites par ces gènes auront globalement les mêmes fonctions, comme c'est par exemple le cas de l'hémoglobine et du CMH ou encore pour les différentes opsines constituant les différentes cellules photosensibles tapissant notre rétine (plus de 40 % de similitudes entre elles).
Voici un tableau représentant la séquence d'ADN de différents gènes (attention, on ne parle pas ici d'allèles) codant trois hormones : la vasotocine (AVT), l'ocytocine (OT) et la vasopressine (AVP ou ADH) qui sont toutes trois localisées sur le chromosome 20 humain.
| AVT | TGC TAC ATC CAG AAC TGC CCC CGG GGT |
| OT  | TGC TAC ATC CAG AAC TGC CCC CTG GGA |
| ADH | TGC TAC TTC CAG AAC TGC CCG AGG GGC |

Les changements entre ces gènes sont dus à des mutations ponctuelles dérivées d'un gène ancestral commun. Dans ce cas, ces mutations sont appelées substitutions. Ainsi, ces trois gènes font partie de la même famille multigénique.
L'émergence de familles multigéniques est généralement due à des crossing over inégaux. Ceux-ci sont en fait des anomalies qui se déroulent lors de la prophase (à la première division de la méiose). Il y a alors échange de fragments asymétriques entre deux chromosomes homologues. Ce phénomène peut alors conduire à l'obtention d'une chromatide recombinée qui porte deux exemplaires du même gène et est donc à l'origine de la duplication des gènes.
Avec le temps, un gène ancestral et ses différentes copies vont accumuler des mutations différentes et parfois coder des protéines à fonctions différentes, à l'origine des familles multigéniques (exemple: les globines)